# Guillermo de Brunswick-Grubenhagen
Guillermo de Brunswick-Grubenhagen (en alemán: Wilhelm I. von Braunschweig-Grubenhagen)  (ca. 1298 - 1360) fue un príncipe alemán de la casa de Welf, hijo del duque Enrique I Mirabilis de Brunswick-Grubenhagen y de Inés de Meissen. Tras el fallecimiento de su padre en 1322, dividió la herencia con otros dos hermanos y fue príncipe de Brunswick-Grubenhagen hasta su muerte.

## Biografía
Guillermo fue el decimotercer hijo del duque Enrique I Mirabilis de Brunswick-Grubenhagen (1267-1322) y de su esposa Inés de Meissen. Después de la muerte de su padre en 1322, los tres hijos mayores varones que sobrevivían —Enrique II (c.1289-1351),  Ernesto I (c.1297-1361) y Guillermo— se dividieron el principado de Grubenhagen. Enrique I había tenido 16 hijos, de ellos ocho varones. Dos  fallecieron antes que el padre y el mayor superviviente (tercero) Alberto, había ingresado en la Orden Teutónica.
El primero de los tres hermanos reinantes en fallecer fue Enrique II, fallecido después de 1351, compartiendo los otros dos hermanos el gobierno de sus tierras.
Guillermo murió sin hijos en 1360. Después de su muerte, su hermano Ernesto gobernó solo brevemente el reunificado principado de Grubenhagen. 
| Predecesor: Enrique I, el Admirable | Príncipe de Brunswick-Grubenhagen 1322-1360 | Sucesor: Ernesto I |